# Akiva Schaffer
Akiva Schaffer est un acteur, scénariste, réalisateur et musicien américain, né le 1er décembre 1977 à Berkeley, en Californie. Il fait partie du groupe humoristique The Lonely Island, avec Jorma Taccone et Andy Samberg, associé au Saturday Night Live.

## Filmographie

### Réalisateur
- 2007 : Hot Rod
- 2012 : Voisins du troisième type
- 2016 : Popstar : Never Stop Never Stopping avec Jorma Taccone
- 2022 : Tic et Tac, les rangers du risque (Chip 'n Dale: Rescue Rangers)
- 2025 : Y a-t-il un flic pour sauver le monde ? (The Naked Gun)

### Producteur
- 2017 : Brigsby Bear de Dave McCary
- 2025 : Y a-t-il un flic pour sauver le monde ? (The Naked Gun) de lui-même

### Acteur
- 2016 : Popstar: Never Stop Never Stopping : Lawrence
- 2017 : Brooklyn Nine-Nine : Brett Booth (saison 5 épisode 20)